# OTI 1998
Il ventisettesimo Festival della canzone iberoamericana si tenne a San José, in Costa Rica il 13 e 14 novembre 1998 e fu vinto da Florcita Motuda che rappresentava il Cile.

## Classifica
| Paese                                         | Artista                                    | Canzone                   | Posizione |
| Cile                                          | Florcita Motuda                            | Fin de siglo              | 1         |
| Argentina                                     | Alicia Vignola                             | Si amor                   | 2         |
| Portogallo                                    | Beto                                       | Quem espera               | 3         |
| Stati Uniti                                   | Angel Abab                                 | Un ángel en mi habitación | F         |
| Uruguay                                       | María Elisa                                | Razones                   | F         |
| Spagna                                        | Luis Villa                                 | Desconocidos              | F         |
| Guatemala                                     | Nelson Leal                                | Sueño de smog             | F         |
| Costa Rica                                    | Ana Yancy Contreras y Luis Duvalier Quiros | Vendiendo ilusiones       | F         |
| Messico                                       | Fernando Ibarra                            | Voy a volverme loco       | F         |
| Cuba                                          | Osnel Odit Bavastro                        | Un sueño loco             | F         |
| Venezuela                                     | Asdrúbal Astudillo                         | Más allá                  | F         |
| Rep. Dominicana                               | Claudine Bono                              | Me levanto                | F         |
| Antille Olandesi                              | Fusión Consonante                          | Los niños                 |           |
| Honduras                                      | Carlos Alberto Durón                       | Mi otra mitad             |           |
| Porto Rico                                    | Arianna                                    | Yo te propongo            |           |
| Panama                                        | Luis Arteaga                               | Por la vida               |           |
| Paraguay                                      | Trío Americanita                           | No lo digas               |           |
| Nicaragua                                     | Trío Tabú                                  | Somos                     |           |
| Bolivia                                       | Fabio Zambrana                             | El canto de las aves      |           |
| Colombia                                      | Natalia Rodríguez                          | Amor por Latinoamérica    |           |
| Perù                                          | Lupe Eslava                                | Te llevo en el alma       |           |
| Ecuador                                       | Fabricio Espinoza                          | Fíjate                    |           |
| El Salvador                                   | Julio Roberto Hernández                    | Año 2000                  |           |
| Luogo: Teatro Nacional - San José, Costa Rica |                                            |                           |           |